# Прут (цинут)
Цинут Прут (рум. Ținutul Prut) — один із десятьох цинутів Румунського королівства з адміністративним центром у Яссах. Охоплював центральну частину Бессарабії та Румунської Молдови. Названий на честь річки Прут. 

## Історія
Цинути в Румунському королівствц було запроваджено 1938 року в результаті ініційованої королем Румунії Каролем II адміністративно-конституційної реформи, що полягала у змінах фашистського зразка до Конституції Румунії 1923 року і закону про територіальне управління та встановленні диктатури в країні. 71 тодішній жудець Румунії було замінено на десять цинутів. Цинут Прут охоплював території 9 колишніх жудеців:
- Бакеу (рум. Bacău, центр Бакеу)
- Белць (рум. Bălți, центр Бєльці)
- Бая (рум. Baia, центр Фелтічень)
- Ботошань (рум. Botoșani, центр Ботошані)
- Ясси (рум. Iași, центр Ясси)
- Нямц (рум. Neamț, центр П'ятра-Нямц)
- Роман (рум. Roman, центр Роман)
- Сорока (рум. Soroca, центр Сороки)
- Васлуй (рум. Vaslui, центр Васлуй)

Керував цинутом королівський резидент. У 1938 році цю посаду обіймав румунський генерал, письменник, мемуарист і політик, колишній мер Ясс Міхай Л. Негруцці (рум. Mihai L. Negruzzi).
Цинут Прут припинив існування у 1940 році внаслідок територіальних втрат Румунії на користь держав Осі та зречення короля.